# Nautilus praepompilius
Nautilus praepompilius es una especie de extinta  de molusco cefalópodo de la familia Nautilidae. Vivió durante el Eoceno superior y el Oligoceno. Se ha encontrado especímenes fósiles en la formación Chegan de Kazajistán. N. praepompilius fue agrupado en un taxón junto con otras especies extintas, basado en los caracteres compartidos de sus conchas. Su nombre proviene debido a su morfología, más cerrada que la de N. pompilius. 